# Yūsha
Yūsha (勇者, auf Deutsch „Held“ bedeutend, alternativer Titel The Brave) ist ein Lied des japanischen Popmusikduos Yoasobi, das am 29. September 2023 über Sony Music Entertainment Japan auf digitaler Ebene als Musikdownload und Musikstream erschien. Eine Veröffentlichung auf CD wurde für den 13. Dezember 2023 angekündigt.
Das Stück basiert auf den Kurzroman Sōsō von Jirō Hisō, wobei der Frieren-Fantasymanga-Autor Kanehito Yamada die Arbeit an dem Roman überwachte. Es dient als erstes Vorspannlied zur Anime-Umsetzung, die am 29. September 2023 im japanischen Fernsehen startete.
Yūsha ist auf der EP The Book 3 enthalten, welche am 4. Oktober 2023 erschien.

## Hintergrund
Am 1. September des Jahres 2023 (JST) gab das Duo Yoasobi bekannt, mit The Book 3 eine neue EP bei Sony Music Entertainment Japan zu veröffentlichen. Am selben Tag wurde in einem Werbetrailer zur Anime-Fernsehserie Frieren das Lied Yūsha vorgestellt, welches im Vorspann der ersten 16 Episoden zu hören ist. In diesem Trailer ist ein kurzer Ausschnitt des Liedes zu hören.
Das Werk basiert auf den Kurzroman Sōsō von Jirō Hisō. Kanehito Yamada, der Mangaka der Frieren-Mangareihe, überwachte den Erarbeitungsprozess des Kurzromans. In einer Mitteilung erklärten die Musiker, dass sie Fans der Mangareihe seien und fühlen sich geehrt, an der Entstehung der Animeserie beteiligt gewesen zu sein.

## Veröffentlichungshistorie
Zwei Tage vor Ausstrahlung der ersten Folge der Anime-Fernsehserie zur Mangareihe Frieren – Nach dem Ende der Reise wurde angekündigt, dass Yūsha am 29. September 2023 veröffentlicht wird, dem Tag der Serienpremiere im japanischen Fernsehen. Am 24. November 2023 erscheint die englischsprachige Version des Liedes zunächst auf digitaler Ebene.
Am 11. November 2023 (JST) wurde die Herausgabe einer limitierten CD-Veröffentlichung des Liedes angekündigt. Diese enthält neben der japanischen Originalversion, auch eine gekürzte Fernsehfassung, eine englischsprachige Version, sowie das Lied als instrumental.
| Veröffentlichungen |                    |                               |                                       |               |         |
| Region             | Datum              | Format                        | Label                                 | Katalognummer | Quellen |
| Weltweit           | 29. September 2023 | Musikdownload, Musikstreaming | SMEJ, Orchard Enterprises Music       |               | [ 8 ]   |
| Weltweit           | 24. November 2023  | Musikdownload, Musikstreaming | SMEJ, Orchard Enterprises Music       |               | [ 9 ]   |
| Japan              | 13. Dezember 2023  | Compact Disc                  | Sony Music Entertainment Japan (SMEJ) | XSCL-77~78    | [ 10 ]  |

## Titelliste
| Digitale Download- und Streamingsingle (Originalversion)   |                                            |      |
| 1                                                          | Yūsha (勇者)                               | 3:14 |
| Digitale Download- und Streamingsingle (Englische Version) |                                            |      |
| 1                                                          | The Brave                                  | 3:14 |
| limitierte CD- und Vinyl-Single                            |                                            |      |
| 1                                                          | Yūsha (勇者)                               | 3:14 |
| 2                                                          | The Brave                                  | 3:14 |
| 3                                                          | Yūsha -Anime Edit- (勇者 -Anime Edit-)     | 1:30 |
| 4                                                          | Yūsha -Instrumental- (勇者 -Instrumental-) | 3:14 |

## Komposition und Inhalt
Geschrieben und komponiert wurde das Lied von Ayase basierend auf den Kurzroman Sōsō von Jirō Hisō. Yūsha wurde im Grundton F-Dur geschrieben, weist ein Tempo von 104 BpM auf und hat eine gesamte Spielzeit von drei Minuten und 14 Sekunden.
In einer Videomitteilung anlässlich einer Vorstellungsveranstaltung zum Anime erklärte er, dass das Lied die emotionale Veränderung des Charakters Frieren und ihre Erinnerungen an den Helden aufgreife. Das Lied drücke die einsame und melancholische Atmosphäre der Animeserie aus. Trotz des schwermütigen Hintergrunds besitzt das Lied eine funkigen und fröhliche Klangstruktur. In einem Interview mit dem Magazin The TV offenbarte Ayase, dass das Lied als Titellied sich auf die Weltsicht von Frierens Reise fokussieren sollte und das Tempo deutlich langsamer geplant war. Allerdings waren sowohl der Produzent von Sony Music Entertainment Japan, Shuya Yamamoto, als auch er selbst da das Lied die „Atmosphäre des Anime etwas zu sehr betone.“ Ayase überarbeitete das Lied, obwohl er dieses bereits dem Produktionsteam des Anime eingereicht hatte.
Der Liedtext beschreibt den Besuch des Charakters Frieren in der Kleinstadt Music City fünf Jahre nach dem Tod des Helden Himmel, wo von einer älteren Frau, die sie an einem mit Musik gefüllten Ort trifft, einen schwierigen Auftrag annimmt.

## Beteiligte Personen
| Musik und Produktion - Ikura – Gesang - Ayase – Produktion, Komposition, Liedtext, Arrangement - Konnie Aoki – Liedtext Chor - Takayuki Saitō – Aufnahme (Gesang) - Hiroaki Okuda – Aufnahme (Chorgesang) - Masahiko Fukui – Mixing - Hidekazu Sakai – Mastering - Jirō Hisō – Romanvorlage Sōsō Musikvideo - Keiichirō Saitō – Regisseur - Madhouse – Animationsstudio | Hintergrundchor - Ebony Bowens - Imani J. Dawson - Shore Cienna - Emily - Mimiko Goldstein - Ivy - Jonas Gen Whitaker - Haley Lewis - Marrista Vertrieb - Sony Music Entertainment Japan – Musiklabel - Orchard Enterprises Music–Verlag |

## Musikvideo
Am Tag der Veröffentlichung des Liedes wurde das dazugehörige Musikvideo auf dem YouTube-Kanal von Ayase veröffentlicht. Dieses entstand unter der Regie von Keiichirō Saitō. Das Video entstand im Animationsstudio Madhouse und wurde in Japan im Anschluss an das zweistündige Fernsehspecial zum Anime erstmals auf nationaler Ebene gezeigt. Es zeigt ein erlebtes Abenteuer der Gruppe um den Helden Himmel und dessen Mitstreitern Frieren, Eisen und Heiter.

## Rezeption
Mie Sugiura lobte das Lied in ihrer Kritik im Magazin Rockin’On Japan zur EP The Book 3 für seine Struktur, die die Geschichte des Mangas Frieren – Nach dem Ende der Reise ausdrückt. Sie interpretierte, dass Yūsha eine Verbindung zum 2022 veröffentlichten Lied Shukufuku – dem Titellied der Anime-Fernsehserie Mobile Suit Gundam: The Witch of Mercury – habe und die „Bedeutung des Lebens“ sowie „dem Wunder, sich kennen gelernt zu haben“ hervorhebe. Eriko Ishii von Realsound bewunderte den Liedtext, der wie Worte, die einer nach dem anderen herausspringen und aus dem Anime Frieren kommen könnten, dessen Titellied Yūsha ist. Außerdem wurde der Gesang Ikuras lobend hervorgehoben, welcher neben der Melodie laufe ohne die Spur zu verlieren und einen gewaltigen Sinn für die Geschwindigkeit vermittle, unabhängig vom eigentlichen Tempo des Stückes.

## Erfolg

### Kommerziell
Am 4. Oktober 2023 JST gab Oricon bekannt, dass Yūsha mit knapp 26.000 digitalen Downloads auf Anhieb Platz eins der digitalen Singlecharts erreichen konnte. In den ebenfalls von Oricon ermittelten Streaming-Charts stieg das Lied in der Premierenwoche auf dem 33. Platz ein. In den kombinierten Singlecharts stieg das Lied auf Platz 14 ein. Nach einer Tonträgerveröffentlichung schaffte das Lied eine Notierung in den offiziellen Singlecharts von Oricon, wo es auf Platz sieben einstieg.
In den Billboard Japan Hot 100 erreichte das Lied eine Woche nach seiner Veröffentlichung den neunten Platz und stieg eine Woche später auf den zweiten Platz auf. In den Hot-Animation-Charts, die ebenfalls von Billboard Japan erhoben werden, stieg das Stück zunächst auf dem vierten Platz ein und konnte in der darauffolgenden Woche die Spitzenposition erreichen.
Auf internationaler Ebene erreichte das Lied Notierungen in den Billboard Global 200 sowie in den Billboard-Charts von Hongkong und Taiwan, die im Rahmen Hits of the World erhoben werden. Im November erhielt das Lied eine Goldene Schallplatte von der Recording Industry Association of Japan für 100.000 digital verkaufter Einheiten.

### Chartplatzierungen
| ChartsChartplatzierungen | Höchstplatzierung | Wochen |
| ------------------------ | ----------------- | ------ |
| Japan (Oricon)           | 7 (22 Wo.)        | 22     |

## Auszeichnungen und Nominierungen
Yūsha erhielt am 30. November 2023 eine Nominierung in der Kategorie Bester OST bei den Asian Pop Music Awards, die seit 2020 durch das in Hongkong ansässige Unternehmen VVV Entertainment Group organisiert werden. Bei den AnimaniA Awards wurde das Lied in der Kategorie Bester Anime-Song nominiert. Im Zuge des Anime Grand Prix wurde das Lied auf Platz sechs in der Kategorie Best Anime Song gewählt.